# 1787
1787 (MDCCLXXXVII) a fost un an obișnuit al calendarului gregorian, care a început într-o zi de duminică.

## Evenimente
- 17 septembrie: Constituția Statelor Unite ale Americii este semnată de Convenție constituțională, în Philadelphia.[1]
- 18 decembrie: New Jersey devine al treilea stat din Statele Unite.

## Arte, știință, literatură și filozofie
- 29 octombrie: Opera Don Giovanni a lui Wolfgang Amadeus Mozart are premiera la Teatrul de Stat din Praga.

## Nașteri
- 26 aprilie: Ludwig Uhland, poet, filolog, jurist și om politic german (d. 1862)
- 11 mai: Alfred de Windisch-Graetz, general austriac (d. 1862)
- 17 iunie: Prințesa Charlotte de Saxa-Hildburghausen (d. 1847)
- 27 iunie: Thomas Say, naturalist, entomolog, malacolog și herpetolog american (d. 1834)
- 26 august: Alexandr Sergheevici Menșikov, comandant militar și om de stat rus, membru al înaltei nobilimi (d. 1869)
- 4 octombrie: François Guizot, istoric, orator și om de stat francez (d. 1874)
- 7 noiembrie: Vuk Stefanović Karadžić, filolog și lingvist sârb (d. 1864)
- 18 noiembrie: Louis Daguerre, francez, părintele fotografiei (d. 1851)
- 14 decembrie: Maria Ludovica de Austria-Este, împărăteasă a Austriei, regină a Ungariei și Boemiei (d. 1816)
- 17 decembrie: Jan Evangelista Purkinje, anatomist și fiziolog ceh  (d. 1869)
- 24 decembrie: Landgraful Wilhelm de Hesse-Cassel (d. 1867)

### Nedatate
- iulie: Shaka Zulu, întemeietorul Imperiului Zulu în Africa S-E (d. 1828)

## Decese
- 13 februarie: Filip al II-lea, Conte de Schaumburg-Lippe, 63 ani (n. 1723)
- 13 februarie: Rudjer Josip Boscovich, 75 ani, matematician, fizician, astronom și filosof din Republica Ragusa (n. 1711)
- 30 martie: Anna Amalia a Prusiei, 63 ani, prințesă-stareță de Quedlinburg (n. 1723)
- 6 mai: Prințesa Wilhelmine Carolina de Orania-Nassau, 44 ani (n. 1743)
- 20 iunie: Carl Friedrich Abel, 63 ani, compozitor și instrumentist german (n. 1723)
- 15 noiembrie: Christoph Willibald Gluck, 73 ani, compozitor de operă german (n. 1714)
- 23 decembrie: Prințesa Louise-Marie a Franței, 50 ani (n. 1737)